# Jon Stewart
Jon Stewart (nascido Jonathan Stuart Leibowitz; Nova Iorque, 28 de Novembro de 1962) é um comediante, actor, escritor e produtor americano. É conhecido por ter sido o apresentador principal do programa The Daily Show de 1999 a 2015. Em setembro de 2021, Stewart começou seu novo programa chamado The Problem with Jon Stewart, na Apple TV+.
Devido ao conteúdo político do seu programa, Stewart é uma das figuras mais conhecidas e respeitadas dos Estados Unidos. No seu programa criticava políticos e a chamada "mídia tradicional" americana. Jon Stewart é reconhecido como um dos apresentadores e comediantes mais influentes do entretenimento e do mundo de notícias estadunidense.
Para além de ter apresentado vários programas de televisão, Stewart entrou em alguns filmes. O mais conhecido é Big Daddy onde contracenou com Adam Sandler. Jon também entrou no thriller The Faculty e no grande fracasso Death to Smoochy.
Até à data já lançou três livros: Naked Pictures Of Famous People em 1998, America (The Book): A Citizen's Guide To Democracy Inaction (a versão áudio do livro ganhou um Grammy) e Earth (The Book): A Visitor's Guide to the Human Race em 2010.
Foi o anfitrião dos Óscares de 2006 e 2008.
Jon Stewart anunciou no dia 10 de fevereiro de 2015 que iria deixar o The Daily Show, mas garantiu que não se iria se aposentar, sugerindo que se dedicaria à escrita, que regressaria à stand-up comedy e que gostaria até de regressar ao programa como correspondente no futuro. O último programa de Jon Stewart foi transmitido no dia 6 de agosto de 2015.

## Biografia
Jon nasceu em Nova Iorque no seio de uma família judaica. O seu nome de nascença é Jonathan Stuart Leibowitz. A sua mãe, Marian, era consultora educacional e professora e o seu pai, Donald Leibowitz (falecido no dia 8 de junho de 2013), era professor de Física na Universidade de Nova Jérsia e na  Thomas Edison State College. A família de Jon é de origem polaca, ucraniana e bielorrussa. Um dos seus avós nasceu em Manzhouli (que atualmente faz parte da Mongólia). Jon tem um irmão mais velho, Lawrence, e dois meios-irmãos mais novos, Dan e Matthew.
Os pais de Jon divorciaram-se quando ele tinha onze anos e este e o seu irmão mais velho ficaram com a mãe. Como resultado, a sua relação com o pai tornou-se complicada. Jon afirma que não usa o seu apelido de nascença por não ter uma relação muito próxima com o pai:
"Ainda pensei em usar o apelido de solteira da minha mãe, mas achei que isso seria um 'vai-te lixar' demasiado grave para o meu pai... Se tive problemas com o meu pai? Sim, mas mesmo assim as pessoas acham sempre que [a mudança de apelido] é o prisma da identidade étnica". Jon mudou legalmente o seu apelido para Stewart em 2001.
Jon cresceu em Lawrence, Nova Jérsia. Quando andava no liceu, Stewart era um membro da banda da escola e jogava futebol. Stewart diz ter sido alvo do gozo por parte dos colegas por ser o único estudante judeu na sua escola.
Jon entrou na Universidade de William and Marry em Williamsburg, Virginia, onde começou por tirar um curso de Química antes de mudar e se licenciar em Psicologia. Jon deixou a sua marca nesta universidade uma vez que, todos os anos, um prémio chamado "Leibo" é entregue ao membro da equipa de futebol mais engraçado (enquanto tirava o curso, Jon fazia parte da equipa de futebol).
Ele admite ter fumado grandes quantidades de marijuana na universidade e afirma que era infeliz lá: "A minha carreira universitária consistiu em acordar tarde, memorizar os apontamentos de outras pessoas, fumar marijuana e ir aos treinos de futebol".
Depois de se licenciar em 1984, Stewart teve vários empregos que incluíram: planeador de contingência para o departamento de recursos humanos de Nova Jérsia, admninistrador da City University em Nova Iorque, ventríloquo para crianças com deficiência, trabalhador da construção civil, empregado de mesa, arrumador de prateleiras e barman. A certa altura trabalhou numa loja da Woolworth com o irmão e acabou por ser despedido pelo mesmo. Jon diz que esse foi um dos eventos mais "traumáticos" da sua juventude. Durante algum tempo partilhou o apartamento com o congressista Anthony Weiner.
Stewart casou com Tracey McShane (com quem namorava há muitos anos), uma técnica veterinária, em Novembro de 2000. A 19 de Junho de 2001, Jon e a sua esposa mudaram legalmente os seus apelidos para Stewart. O pedido do casamento foi feito através de palavras cruzadas que Jon criou com a ajuda de Will Shortz, o editor de palavras cruzadas do New York Times. O casal teve o seu primeiro filho, Nathan Thomas Stewart (como o avô de Jon), a 3 de Julho de 2004. A segunda criança, uma menina, Maggie Rose Stewart, nasceu a 4 de Fevereiro de 2006.

## Carreira

### Primeiros trabalhos
Com uma reputação de ser um homem engraçado, Jon Stewart mudou-se para Nova Iorque em 1986 para tentar a sua sorte no circuito de bares de comédia, mas não teve coragem de subir para o palco até ao ano seguinte. Ele fez a sua estreia como humorista no The Bitter End, o mesmo local onde Woody Allen, o seu ídolo, começou. Jon tornou-se um dos artistas de stand-up comedy mais populares de Nova Iorque e todas as noites era o último a actuar. O seu percurso no stand-up comedy durou 2 anos, o que lhe permitiu melhorar o seu estilo. Em 1989, conseguiu o seu primeiro emprego na televisão como argumentista no programa Caroline's Comedy Hour. Em 1991, começou a apresentar o programa da Comedy Central, Short Attention Span Theater. Em 1992, Stewart apresentou You Wrote It, You Watch It na MTV, que convidava os espectadores a enviar as suas histórias para serem representadas pela equipa de comédia, The State. Em 1993, ele foi um dos finalistas para substituir David Letterman que saiu da NBC, mas Conan O'Brien ficou com o programa.
Durante esse ano, Jon criou o seu próprio talk show na MTV. Apesar de o seu programa anterior na MTV ter sido cancelado rapidamente, o canal ainda mostrava interesse em trabalhar com ele. O The Jon Stewart Show, o primeiro talk show naquele canal, teve um sucesso imediato e tornou-se no segundo programa mais visto da MTV, logo a seguir a Beavis and Butthead. Em 1994, a Paramount cancelou o programa Arsenio Hall Show e, com a nova parceira MTV (parte da Viacom que tinha adquirido o estúdio), lançou uma versão de uma hora e no horário do fim da noite do The Jon Stewart Show. Esta mudança foi fatal para o programa e provocou uma descida acentuada das audiências e o cancelamento do mesmo em junho de 1995.
Entre os fãs do programa estava David Letterman, que foi o último convidado. David contratou Jon para a sua companhia de produção, Worldwide Pants. Jon tornou-se apresentador convidado frequente no Late Late Show de Tom Snyder, que era produzido por Letterman e era transmitido depois do Late Show na CBS. Isto levou a que houvesse muitos rumores de que Stewart se tornaria um substituto permanente de Snyder, no entanto Stewart recusou uma oferta para tal.

### The Daily Show

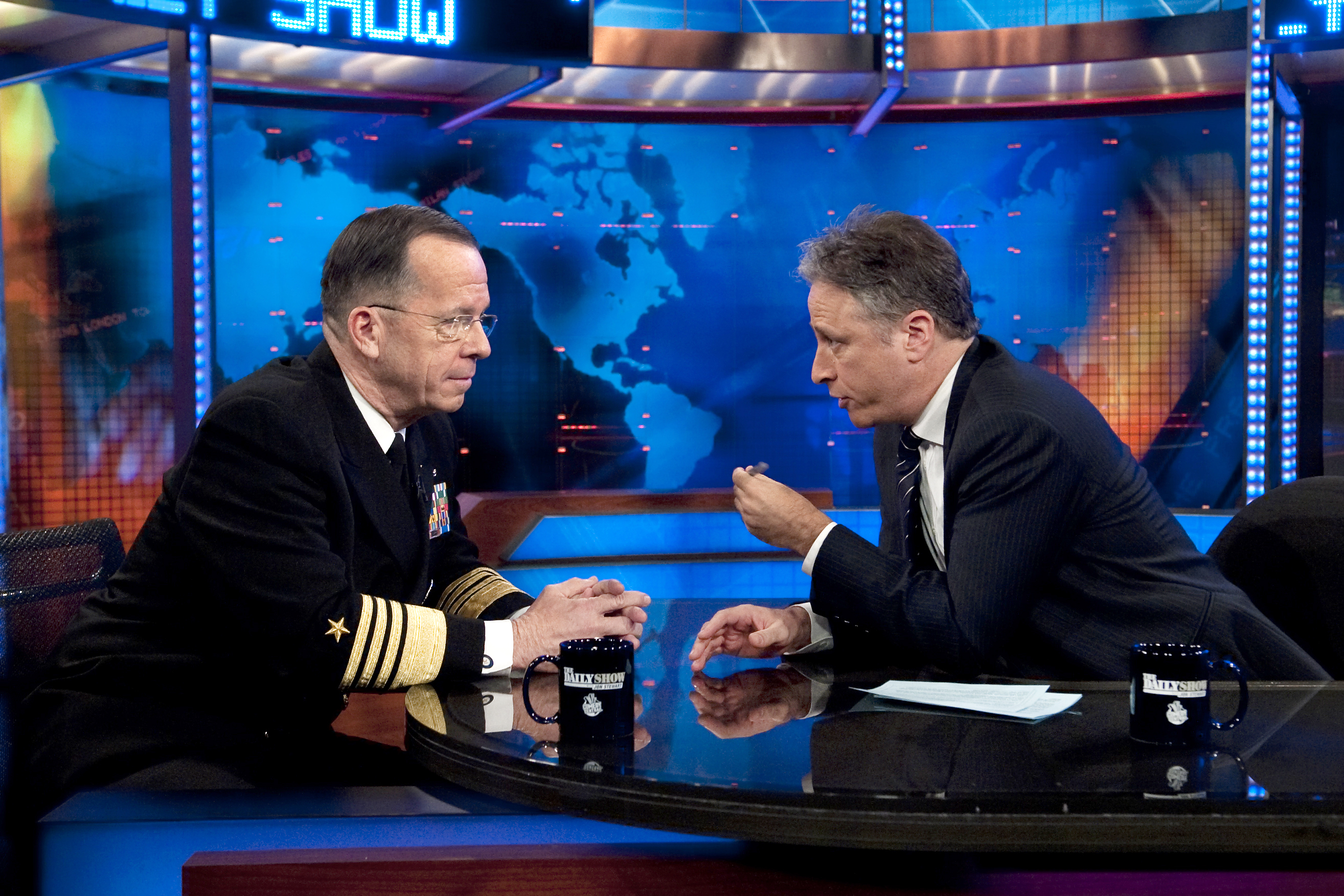
Jon Stewart entrevistando o almirante Michael Mullen para o The Daily Show.

Em 1999, Stewart começou a apresentar o The Daily Show na Comedy Central quando Craig Kilborn deixou o programa para substituir Tom Snyder no The Late Late Show. O programa, que ganhou um enorme sucesso na TV por cabo desde a entrada de Jon, junta o humor às notícias do dia, normalmente as políticas, enquanto ao mesmo tempo ridiculariza os políticos e muitos jornalistas e a indústria dos media em si. Numa entrevista, Stewart negou que o programa tinha qualquer agenda política internacional e disse que o objectivo era apenas fazer rir os espectadores.
Jon Stewart apresentou quase todos os programas desde que chegou. Só em raras ocasiões foi substituído por correspondentes do programa como Stephen Colbert, Rob Corddry, Steve Carell e John Oliver. Jon venceu vários Emmy pelo Daily Show, como escritor e produtor. Em 2005, o The Daily Show e Jon Stewart ganharam dois prémios Peabody pela sua cobertura das eleições presidenciais, "Indecision 2000" e "Indecision 2004".
Um dos momentos mais lembrados e sérios, e que cimentou a sua posição na cultura americana, foi a sua mensagem no primeiro programa após o 11 de Setembro. O programa começou sem genérico. Antes desta data, o genérico do programa tinha imagens das torres do World Trade Center e de Nova Iorque. Os primeiros nove minutos do programa consistiram num Jon Stewart em lágrimas a discutir a sua visão pessoal no acontecimento. O seu discurso acabou da seguinte forma:
"A vista… do meu apartamento… era o World Trade Center… e agora desapareceu, e eles atacaram-no. Aquele símbolo da inovação, e força, e trabalho, e imaginação, e prosperidade, e desapareceu. Mas sabem o que se vê agora? A Estátua da Liberdade. A vista do sul de Manhattan agora é a Estátua da Liberdade. Não podemdestruir isso."

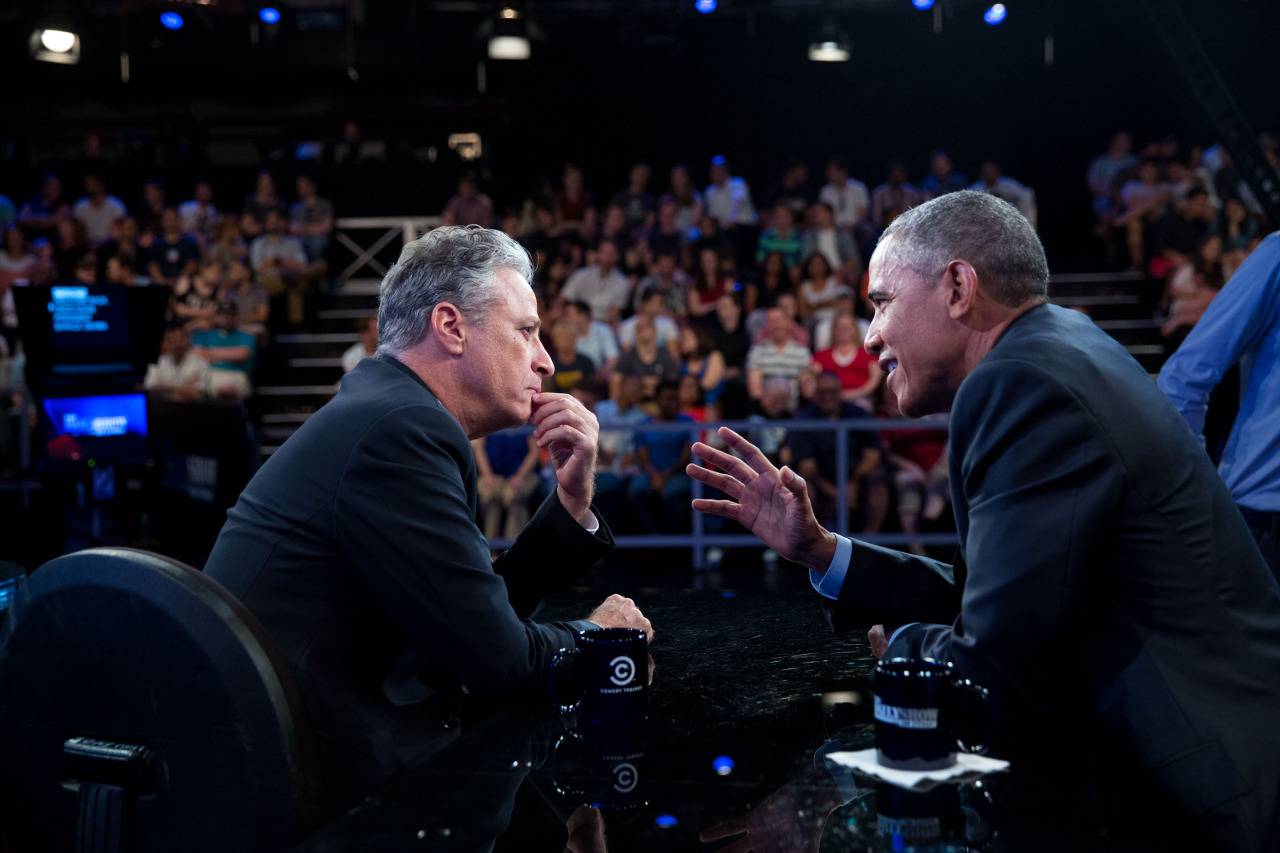
Jon em julho de 2015 entrevistando o então presidente americano Barack Obama.

Outro momento marcante ocorreu a 4 de Abril de 2006 quando Stewart confrontou o seu amigo de longa data, o senador John McCain, sobre a sua decisão de aparecer na Liberty University, uma instituição fundada por Jerry Falwell, um homem que McCain tinha anteriormente denunciado como um dos "agentes da intolerância".
A 18 de Outubro de 2007, Stewart renovou o seu contrato com a Comedy Central e continuou a apresentar o The Daily Show até 2010. Ao fim deste acordo, Jon renovou seu contrato novamente. Ele receberia US$1,5 milhões de dólares por temporada.
Em 30 de outubro de 2010, Stewart e seu colega Stephen Colbert organizaram uma grande manifestação em Washington, D.C., que reuniu mais de 210 mil pessoas.
Em março de 2013, Jon tirou uma licença de doze semanas do show para dirigir o filme Rosewater. Ele foi substituído temporariamente pelo colega John Oliver antes de retornar três meses depois.
De acordo com o TV Guide, em 2013 Jon Stewart faturou entre US$25–30 milhões de dólares naquele ano, se tornando um dos apresentadores noturnos mais bem pagos da televisão dos Estados Unidos.
Em fevereiro de 2015, depois de dezesseis anos apresentando o programa, Jon Stewart anunciou que estaria deixando o The Daily Show. Seu último show foi ao ar em 6 de agosto de 2015. Após um tempo de folga, foi anunciado, em novembro de 2015, que ele assinou um contrato de quatro anos com a HBO para criar conteúdo de internet.

### Livros
Em 1998, Stewart lançou o seu primeiro livro, Naked Pictures Of Famous People (Nus de Pessoas Famosas em Portugal), uma colecção pequenas histórias e ensaios humorísticos. O livro entrou na lista dos mais vendidos do The New York Times.

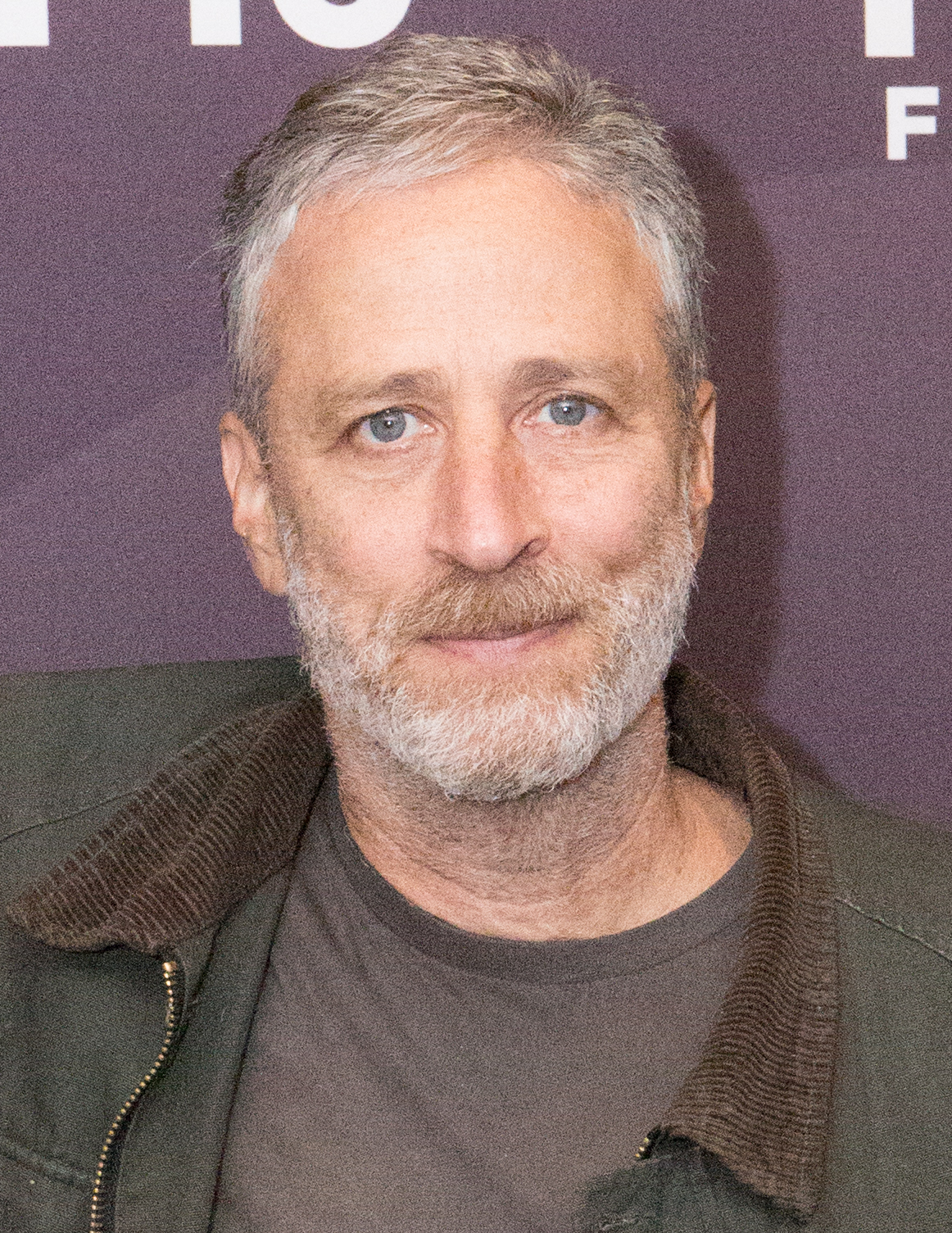
Jon em 2016.

Em 2004, Jon e a equipa de argumentistas do The Daily Show lançaram o livro America (The Book): A Citizen's Guide to Democracy Inaction, um espécie de manual de História que oferece um vislumbre do sistema único de governação americana. O livro faz uma dissecção das instituições dos Estados Unidos, explica a sua história e processos e satiriza ideiais americanos como "um homem, um voto", "governo do povo" e "todos os votos contam". O livro vendeu milhões de cópias e foi um dos 15 livros mais vendidos nos Estados Unidos em 2004. Este livro não tem tradução portuguesa.

## Oscars
A 5 de Janeiro de 2006, a Academy of Motion Picture Arts and Sciences anunciou que Jon Stewart seria o anfitrião da 78º edição dos Óscares, que se realizaram no dia 5 de março desse ano. Sobre esta escolha, Jon disse: "Fico muito honrado por apresentar o espetáculo, mas, como um espetador ávido dos Óscares, não posso deixar de estar um pouco desapontado com a escolha. Parece ser mais uma tentativa para fazer desaparecer o Billy Crystal." Na Segunda-Feira antes dos Óscares, Stewart disse, numa entrevista a Larry King que estava mais entusiasmado do que nervoso em relação aos Óscares. Quando lhe perguntaram o que faria no monólogo do programa, Stewart disse que faria uma homenagem a Gene Rayburn. Contudo, o segmento de abertura da cerimónia consistiu em antigos anfitriões a recusarem o convite de apresentar a cerimónia.
A resposta crítica ao desempenho de Stewart foi mista. Várias celebridades e personalidades do cinema disseram que foi positivo. Houve quem o comparasse ao lendário anfitrião Johnny Carson. Outros críticos não foram tão boas. Tom Shales do The Washington Post disse que Jon Stewart apresentou com "uma grande falta de humor". James Poniewozik da revista TIME disse que Stewart foi um mau anfitrião, mas um ótimo "antianfitrião". Stewart e o correspondente do The Daily Show, John Oliver, satirizaram mais tarde o desempenho de Jon na sua cobertura da 78º edição dos Óscares no ano seguinte ao dizer que o demónio da cerimónia anterior tinha sido exorcizado.
Jon voltou a apresentar os Óscares na sua 80º edição no dia 24 de Fevereiro de 2008. Contudo a recepção nesse ano foi muito mais positiva e o seu desempenho foi louvado tanto pelos críticos como pelo público, apesar de a cerimónia ter sido classificada como "aborrecida". A cerimónia também ficou para a história como a menos vista de sempre.